# خوان فرانسیا
خوان فرانسیا (اسپانیایی: Juan Francia‎؛ ۲۰ مارس ۱۸۹۷ – ۱۹۶۲ (۶۴−۶۵ سال)) بازیکن فوتبال اهل آرژانتین بود.

## باشگاهی
از باشگاه‌هایی که در آن بازی کرده‌است می‌توان به باشگاه فوتبال نیولز اولد بویز و باشگاه فوتبال روساریو سنترال اشاره کرد.

## تیم ملی
وی همچنین در تیم ملی فوتبال آرژانتین بازی کرده‌است.